# Afonso Lopes de Haro

Antigo brasão da casa de Haro, titulares do Senhorio de Biscaia entre os séculos XI e XIV. A sua composição foi herdada por numerosos municípios da Biscaia.

Afonso Lopez de Haro (1260 -?) foi Senhor de Los Cameros.

## Relações familiares
Foi filho de João Alonso I de Haro (1235 -?), Senhor de Los Cameros e de Constança Afonso de Meneses filha de Afonso Teles, 4.º Senhor de Meneses e de D. Maria Anes de Lima. Casou com Leonor de Saldanha filha de Fernando Rodrigues de Saldanha, (cerca de 1230 -?) e de Juana de Cisneros de quem teve:
1. Inês de Haro casada com Pedro Nunes de Gusmão, Senhor de Aviados, filho de João Ramires de Gusmão, Senhor de Aviados e de Urraca Ibañez de Toledo,
2. João Alonso II de Haro (cerca de 1300 – 1333), Senhor de Los Cameros casado com Maria de Luna filha de Artal de Luna, 5.º Senhor de Luna e de Constança de Aragão (cerca de 1275 -?),
3. Teresa de Haro casou com João Rodrigues de Baeza, Senhor de Campos e de Bailen filho de Lope Ruiz de Haro, Senhor de La Guardia e de Guiomar Ponce.